# Norgesmesterskapet 1952
La Norgesmesterskapet 1952 di calcio fu la 47ª edizione del torneo. La squadra vincitrice fu lo Sparta Sarpsborg, che vinse la finale contro il Solberg con il punteggio di 3-2.

## Risultati

### Primo turno
| Squadra 1 | Risultato | Squadra 2 |
| --------- | --------- | --------- |
| Solberg   | 1 – 0     | Greåker   |

### Secondo turno
| Squadra 1 | Risultato | Squadra 2 |
| --------- | --------- | --------- |
| Solberg   | 2 – 0     | Odd       |

### Terzo turno
| Squadra 1        | Risultato      | Squadra 2     |
| ---------------- | -------------- | ------------- |
| Sparta Sarpsborg | 1 – 0          | Fram Larvik   |
| Lisleby          | 1 - 3 (d.t.s.) | Raufoss       |
| Skeid            | 1 – 0          | Skiens Grane  |
| Lillestrøm       | 4 – 1          | Falken        |
| Kapp             | 3 – 1          | Fredrikstad   |
| Solberg          | 2 – 2 (d.t.s.) | Selbak        |
| Larvik Turn      | 10 – 1         | Kragerø       |
| Pors             | 4 – 1          | Lyn Oslo      |
| Ulf              | 3 – 1          | Sandefjord BK |
| Jarl             | 1 - 8          | Brann         |
| Djerv 1919       | 7 – 2          | Voss          |
| Varegg           | 2 - 3          | Spartacus     |
| Aalesund         | 1 - 4          | Kvik          |
| Freidig          | 7 – 2          | Molde         |
| SK Brage         | 5 – 2          | HamKam        |
| Vålerengen       | 1 - 4          | Drammens      |

#### Ripetizione
| Squadra 1 | Risultato | Squadra 2 |
| --------- | --------- | --------- |
| Selbak    | 1 - 3     | Solberg   |

### Quarto turno
| Squadra 1   | Risultato | Squadra 2        |
| ----------- | --------- | ---------------- |
| Spartacus   | 2 - 3     | Sparta Sarpsborg |
| Brann       | 5 – 0     | Djerv 1919       |
| Lillestrøm  | 4 – 0     | Ulf              |
| Kvik        | 2 – 1     | SK Brage         |
| Raufoss     | 3 – 1     | Skeid            |
| Larvik Turn | 3 – 0     | Drammens         |
| Pors        | 0 - 1     | Kapp             |
| Freidig     | 1 - 2     | Solberg          |

### Quarti di finale
| Squadra 1   | Risultato      | Squadra 2        |
| ----------- | -------------- | ---------------- |
| Larvik Turn | 3 – 1          | Lillestrøm       |
| Brann       | 0 – 0 (d.t.s.) | Kvik             |
| Solberg     | 2 – 1          | Raufoss          |
| Kapp        | 1 - 3          | Sparta Sarpsborg |

#### Ripetizione
| Squadra 1 | Risultato | Squadra 2 |
| --------- | --------- | --------- |
| Kvik      | 2 - 4     | Brann     |

### Semifinali
| Squadra 1        | Risultato | Squadra 2   |
| ---------------- | --------- | ----------- |
| Brann            | 1 - 2     | Solberg     |
| Sparta Sarpsborg | 2 – 1     | Larvik Turn |

### Finale
| Arbitro: | Bålstad |

|                                             |           |                                         |
| K. Sørensen 78’ (rig.), 84’ O. Sørensen 89’ | Marcatori | 10’ (aut.) Pedersen 34’ (aut.) Svendsen |

#### Formazioni
| Sparta Sarpsborg |  |                    |
|                  |  |                    |
|                  |  | Asbjørn Hansen     |
|                  |  | Guttorm Nicolaysen |
|                  |  | Brede Svendsen     |
|                  |  | Karsten Hansen     |
|                  |  | Einar Bråthe       |
|                  |  | Roger Pedersen     |
|                  |  | Arne Olsen         |
|                  |  | Knut Sørensen      |
|                  |  | Odd Wang Sørensen  |
|                  |  | Evald Nilsen       |
|                  |  | Egil Johansen      |